# Колумбийски пилоти от Формула 1
Тази страница представлява списък, който включва всички колумбийски пилоти, които са вземали участие в световния шампионат на Формула 1, както техните резултати и статистики.

## Първият колумбийски пилот участвал във Формула 1
| Година | Дата    | Пилот          | Конструктор         | Голяма награда | Писта        |
| ------ | ------- | -------------- | ------------------- | -------------- | ------------ |
| 1982   | 4 април | Роберто Гереро | Инсайн-Форд-Косуърт | ГН САЩ-запад   | Уоткинс Глен |

## Резултати на колумбийските пилоти във Формула 1
- до сезон 2022 включително

| N |          | Участия | Победи | ПП | НБО | Точки | Подиуми |
| 3 | Колумбия | 115     | 7      | 13 | 12  | 307   | 30      |
| - | -------- | ------- | ------ | -- | --- | ----- | ------- |

| N | Пилот             | Участия | Победи | ПП | НБО | Точки | Подиуми |
| - | ----------------- | ------- | ------ | -- | --- | ----- | ------- |
| 1 | Хуан Пабло Монтоя | 94      | 7      | 13 | 12  | 307   | 30      |
| 2 | Роберто Гереро    | 21      | –      | –  | –   | –     | -       |
| 3 | Рикардо Лондоньо  | –       | –      | –  | –   | –     | -       |